# Kartlewo (Świdwin)
Kartlewo (deutscher Name: Kartlow bei Schivelbein) ist ein Dorf in der polnischen Woiwodschaft Westpommern. Es gehört zur Landgemeinde Świdwin (Schivelbein) im Kreis Świdwin.

## Geografische Lage
Kartlewo ist ein Straßendorf mit ehemaligem Rittergut und liegt zwölf Kilometer nordwestlich von Świdwin an einer Nebenstraßenverbindung von Świdwin über Lekowo (Leckow) nach Ząbrowo (Semerow). Die Gemeinde ist umgeben von großen Waldflächen.

## Ortsgeschichte
Im Jahre 1563 wird Kartlow erstmals urkundlich erwähnt, als Herzog Erich von Braunschweig mit einer Heeresgruppe von Danzig kommend durch den Ort zieht. 1569 verkauft Dionis Scharn zu Kartlow der Stadt Schivelbein acht Hufen in der Feldmark.
Als Folge des Dreißigjährigen Krieges sind in Kartlow 1679 von ehemals fünf Bauernhöfen nur noch zwei bewohnt. 1736 sind es immerhin wieder acht Bauern.
Im Siebenjährigen Krieg hat der Ort erneut unter Truppendurchzug zu leiden. 
Gutsbesitzer ist im Jahre 1806 Major von Brockhausen.
Bis zum Jahre 1932 gehört Kartlow zum Kreis Schivelbein, bis dieser in den Landkreis Belgard (Persante) eingegliedert wird. Kartlow lag im Amts- und Standesamtsbezirk Schlenzig (polnisch: Słowieńsko) im Amtsgerichtsbereich Schivelbein. 
Im Jahre 1939 lebten in der 812,0 Hektar großen Gemeinde 100 Einwohner in 23 Haushaltungen. Das Gut wurde von der Gräfin von Wallnitz bewirtschaftet.
Am 3. März 1945 wurde Kartlow von sowjetischen Truppen besetzt. Die ansässige Bevölkerung wurde vertrieben. Das Dorf kam unter polnische Verwaltung und ist heute als Kartlewo eine Ortschaft der Landgemeinde Świdwin.

## Kirche

### Kirchengemeinde
Kartlow war bis 1945 eine selbständige Kirchengemeinde. Mit den Kirchengemeinden Semerow und Berkenow bildete sie das Kirchspiel Semerow, das zum Kirchenkreis Schivelbein in der Kirchenprovinz Pommern der evangelischen Kirche der Altpreußischen Union gehörte.
Das Kirchspiel zählte im Jahre 1940 insgesamt 830 Gemeindeglieder, von denen 74 zur Kirchengemeinde Kartlow gehörten. Das Kirchenpatronat für Kartlow oblag der Gräfin von Wallwitz.
Heute ist Kartlewo Teil des Kirchspiels Koszalin (Köslin) in der Diözese Pommern-Großpolen der polnischen Evangelisch-Augsburgischen Kirche.

### Dorfkirche
Kartlow besaß eine schlichte Fachwerkkirche mit dreiseitigem Abschluss. Der Turm war der Westseite halb vorgesetzt.
Die Kirche existiert nicht mehr.